# یواس‌اس ریپوز (ای‌اچ-۱۶)
یواس‌اس ریپوز (ای‌ایچ-۱۶) (به انگلیسی: USS Repose (AH-16)) یک کشتی بود که طول آن ۵۲۰ فوت (۱۶۰ متر) بود. این کشتی در سال ۱۹۴۴ ساخته شد.